# 専門職業人賠償責任保険
専門職業人賠償責任保険（せんもんしょくぎょうにんばいしょうせきにんほけん）は保険のひとつで、弁護士、公認会計士や医師、看護師といった専門職業資格を持つ人やLPガス販売事業者など専門的事業を営む者を対象とする損害賠償責任保険のことである。資格や業務の特性に応じて、多くの種類があり、主に職業別の団体保険制度で運営されている。
- 弁護士賠償責任保険
- 公認会計士賠償責任保険
- 司法書士賠償責任保険
- 行政書士賠償責任保険
- 宅地建物取引士賠償責任補償制度
- 医師賠償責任保険
- 看護師賠償責任保険
- LPガス販売事業者賠償責任保険